# Гигин Громатик
Гигин Громатик (лат. Hyginus Gromaticus, от измерительного инструмента громы), Гигин Землемер — римский писатель и агрименсор начала II века. Жил во времена правления императоров Домициана, Нервы и Траяна. Сочинения входят в Corpus agrimensorum Romanorum.
О жизни и происхождении Гигина ничего неизвестно. Он носил такое же имя, как и писатель Гай Юлий Гигин, и, возможно был его потомком. Гаю Юлию Гигину приписываются дошедшие трактаты по астрономии и мифологии.

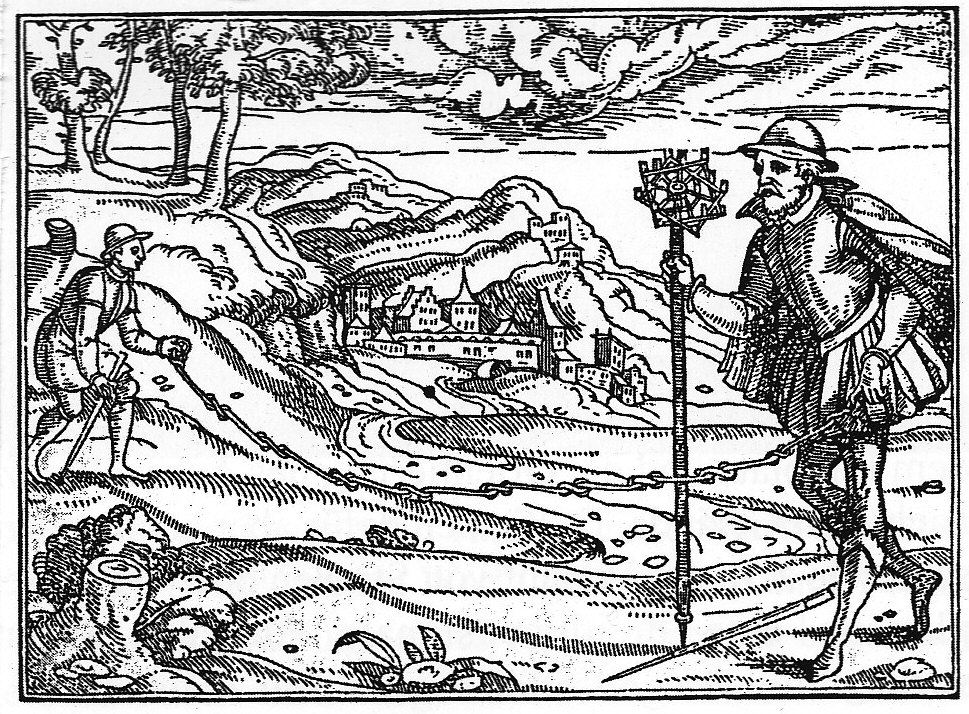
Агрименсор с громой (гравюра Карла Штефана и Иоганна Либхальта; Страсбург, 1579)

«Устройство лимитов» (Constitutio limitum) Гигина Громатика повествует о землемерном искусстве. Кроме того, Гигину иногда приписывается работа о военных лагерях, «De Munitionibus Castrorum».